# Dzikowiec (gemeente)
De gemeente Dzikowiec (tot einde 2001 gmina Stary Dzikowiec is een landgemeente in het Poolse woiwodschap Subkarpaten, in powiat Kolbuszowski.
De zetel van de gemeente is in Dzikowiec .
Op 30 juni 2005, telde de gemeente 6646 inwoners.

## Oppervlakte gegevens
In 2002 bedroeg de totale oppervlakte van gemeente Dzikowiec 121,66 km², waarvan:
- agrarisch gebied: 54%
- bossen: 39%

De gemeente beslaat 15,72% van de totale oppervlakte van de powiat.

## Demografie
Stand op 30 juni 2004:
| Omschrijving                   | Totaal | Totaal | Vrouwen | Vrouwen | Mannen | Mannen |
| ------------------------------ | ------ | ------ | ------- | ------- | ------ | ------ |
| eenheid                        | aantal | %      | aantal  | %       | aantal | %      |
| inwoners                       | 6496   | 100    | 3172    | 48,8    | 3324   | 51,2   |
| bevolkingsdichtheid (inw./km²) | 53,4   | 53,4   | 26,1    | 26,1    | 27,3   | 27,3   |

In 2002 bedroeg het gemiddelde inkomen per inwoner 1281,81 zł.

## Administratieve plaatsen (sołectwo)
Dzikowiec, Kopcie, Lipnica, Mechowiec, Nowy Dzikowiec, Płazówka, Śpie, Wilcza Wola.
Overige: Osia Góra (hoort bij sołectwo Nowy Dzikowiec).

## Aangrenzende gemeenten
Bojanów, Cmolas, Jeżowe, Kolbuszowa, Majdan Królewski, Raniżów